# Herbert Spiegelberg
Herbert Spiegelberg (geboren 18. Mai 1904 in Straßburg, Deutsches Reich; gestorben 6. September 1990 in St. Louis, Missouri) war ein amerikanischer Philosoph und Philosophiehistoriker deutscher Herkunft. Er gilt als Vertreter der Phänomenologie.

## Leben
Herbert Spiegelberg wurde 1904 in Straßburg als Sohn des deutschen Ägyptologen Wilhelm Spiegelberg geboren. Er studierte in München, Heidelberg und Freiburg, unter anderem bei Alexander Pfänder und Edmund Husserl. 1928 wurde er mit einer Arbeit zu Gesetz und Sittengesetz bei Pfänder promoviert. Seine geplante Habilitation konnte er aufgrund seiner jüdischen Herkunft nach der Machtergreifung der Nationalsozialisten nicht mehr abschließen. Er emigrierte zunächst in die Schweiz, 1938 schließlich in die USA. Dort lehrte er am Swarthmore College in Pennsylvania und an der Lawrence University in Appleton, Wisconsin. Von 1963 bis zu seiner Emeritierung 1971 war er schließlich Professor an der Washington University in St. Louis, Missouri. Bekannt wurde Spiegelberg vor allem durch seinen 1960 veröffentlichten historischen Überblick über die phänomenologische Bewegung.

## Werke (Auswahl)
- Gesetz und Sittengesetz: Strukturanalytische und historische Vorstudien zu einer gesetzesfreien Ethik. Niehans, Zürich 1935.
- Antirelativismus: Kritik des Relativismus und Skeptizismus der Werte und des Sollens. Niehans, Zürich 1935.
- The Phenomenological Movement: A Historical Introduction. Nijhoff, Den Haag 1960; neue überarbeitete Auflage 1980.
- Alexander Pfänders Phänomenologie. Nijhoff, Den Haag 1963.
- The Context of the Phenomenological Movement. Nijhoff, Den Haag 1981.
- Sollen und Dürfen: Philosophische Grundlagen der ethischen Rechte und Pflichten. Bearbeitet und herausgegeben von Karl Schuhmann, Kluwer, Dordrecht u. a. 1989.